# Chalcidinae
Die Chalcidinae bilden eine Unterfamilie der Erzwespenfamilie Chalcididae. In der jüngeren Vergangenheit wurden zahlreiche Gattungen in andere Unterfamilien ausgegliedert.

## Merkmale
Die Chalcidinae umfassen alle Gattungen der Chalcididae, die nicht den anderen Unterfamilien zugeordnet werden. Cruard et al. (2020) berücksichtigten bei ihren Studien nur Vertreter der Chalcidini. Nach deren Einschätzung lässt sich die Unterfamilie durch 6 Apomorphien beschreiben: Cardo fusiform, Propodeum mit Stigma (Atemloch) mit vertikaler Ausrichtung. Der Rand des Pronotums um das mesothorakale Stigma herum ist unauffällig und trägt einen dichten Besatz von Borsten, der das Stigma verdeckt (die Eigenschaft ist bei Conura polymorph). Das mesothorakale Stigma ist nur teilweise bzw. kaum sichtbar, da es von einem Haarbüschel am hinteren Rand des Pronotums verdeckt wird. Weiterhin besitzen die Vertreter der Chalcidinae drei homoplastische Eigenschaften: Propodeum mit borstiger anterolateraler Areola, eine profurkale Grube fehlt, Petiolus mit basaler Lamina.

## Verbreitung
Die Unterfamilie ist hauptsächlich in der Neuen Welt verbreitet. In weiten Teilen der Afrotropis, Orientalis und Ostpaläarktis sind die Chalcidinae nur mit wenigen Arten vertreten oder fehlen vollständig.

## Lebensweise
Die Chalcidinae sind Parasitoide. Zu den bekannten Wirten der Erzwespen gehören Bockkäfer, Prachtkäfer, die Grabwespenfamilie Sphecidae sowie Wegwespen.

## Innere Systematik
Cruard et al. (2020) führten molekularbiologische und morphologische Studien der Chalcididae durch. Die Chalcidinae werden in mindestens eine Tribus, der Chalcidini, gegliedert. Die Gattung Hovachalcis, die nur durch den Holotyp bekannt ist, könnte nach Cruad et al. (2020) den Status einer eigenen Tribus erhalten.
Zu der Tribus Chalcidini gehören mindestens folgende Gattungen:
- Chalcis Fabricius, 1787 – 54 Arten, Australien, Madagaskar, Nearktis, Neotropis, Westpaläarktis
- Conura Spinola, 1837 – 303 Arten, Afrotropis, Nearktis, Neotropis, Westpaläarktis
- Melanosmicra Ashmead, 1904 – 12 Arten, Nearktis, Neotropis
- Pilismicra Boucek, 1992 – 1 Art (P. lonigpes), Kolumbien
- Stenosmicra Boucek & Delvare, 1992 – 2 Arten, Costa Rica

Weitere Gattungen, die den Chalcidinae zugeordnet werden, sind:
- Caenobrachymeria Steffan, 1974 – 1 Art (C. polybiaeraptor), Neotropis
- Ceyxia Girault, 1911 – 27 Arten, Nearktis, Neotropis
- Corumbichalcis Delvare, 1992 – 1 Art (C. corumbicola), Brasilien
- Hovachalcis Steffan, 1949 – 1 Art (H. gibberosa), Madagaskar
- Neokopinata Narendran, 2003 – 1 Art (N. sawarka), Borneo
- Parastypiura Steffan, 1951 – 4 Arten, Neotropis
- Plastochalcis Masi, 1943 – 1 Art (P. stenogeneia), Somalia